# Prunus megacarpa
Prunus megacarpa är en rosväxtart som beskrevs av Perez-zab.. Prunus megacarpa ingår i släktet prunusar, och familjen rosväxter. Inga underarter finns listade i Catalogue of Life.